# ×Carduocirsium khekii
Carduocirsium khekii là một loài thực vật có hoa trong họ Cúc. Loài này được (Petitm.) P.Fourn. mô tả khoa học đầu tiên năm 1940.